# Kurt Semm

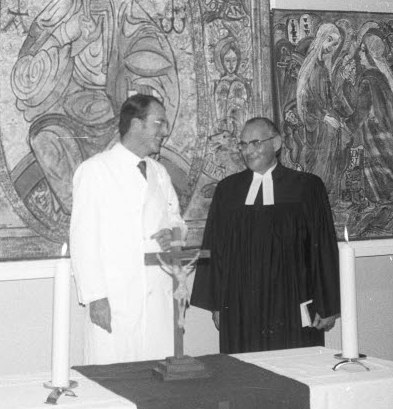
Kurt Semm (li.) mit Propst Rumold Küchenmeister bei der Einweihung eines gottesdienstlichen Raums in der Frauenklinik des UKSH (1976)

Kurt Karl Stephan Semm (* 23. März 1927 in München; † 16. Juli 2003 in Tucson, Arizona) war ein deutscher Gynäkologe. Er gilt als Begründer der laparoskopischen Chirurgie.

## Leben
Kurt Semm wurde 1927 in München geboren, seine Eltern waren die katholischen Eheleute Margarete und Karl Semm, der als Betriebsingenieur arbeitete. Semm besuchte ein Realgymnasium in München. Nach einem schweren Verkehrsunfall im Alter von sechs Jahren entwickelte er bereits den Wunsch, Arzt zu werden. Gegen Ende des Zweiten Weltkrieges wurde Semm im Alter von 17 Jahren zur deutschen Wehrmacht eingezogen und geriet in sowjetische Kriegsgefangenschaft. Nach dem Krieg bekam er zunächst keinen Studienplatz in Medizin, daher absolvierte Semm zunächst eine Feinmechanikerlehre, bevor er 1946 doch noch an der Ludwig-Maximilians-Universität München immatrikuliert wurde. Sein Studium finanzierte er sich teilweise durch Herstellung und Verkauf von Spielzeug. 1950 legte er das medizinische Staatsexamen ab, wurde 1951 mit dem Prädikat summa cum laude für seine Arbeit Aktivitätsbestimmungen der Serum-Oxytocinase als Schwangerschaftsreaktion promoviert und 1958 mit einer Arbeit über Das Wehenproblem unter Berücksichtigung des Oxytocin-Oxytocinase-Haushaltes unter dem späteren Nobelpreisträger Adolf Butenandt habilitiert. Im selben Jahr heiratete er Roswitha von Morozovicz. Semm arbeitete anfangs als Assistent an der II. Universitäts-Frauenklinik München unter Richard Fikentscher. Nach seiner Habilitation wurde er 1959 zweiter Oberarzt an der Frauenklinik Lindwurmstraße. 1964 wurde er an der Universität München zum außerplanmäßigen Professor ernannt und war ab 1966 leitender Oberarzt an der II. Frauenklinik in München. 1970 wechselte Kurt Semm als ordentlicher Professor und Direktor der Universitätsfrauenklinik sowie als Direktor der Michaelis-Hebammenschule als Nachfolger von Herbert Huber an die Christian-Albrechts-Universität zu Kiel. Von 1973 an leitete er außerdem die Abteilung Frauenheilkunde am Zentrum für operative Medizin der Universität. Seine Frau Roswitha starb 1986 an Brustkrebs. Die Ehe war kinderlos geblieben. 1994 heiratete er die irische Gynäkologin Iseult O’Neill. Sie brachte aus einer früheren Beziehung die Tochter Tara Virginia mit in die Ehe und bekam mit Kurt Semm den gemeinsamen Sohn Kurt Patrick.
1995 wurde Semm emeritiert, sein Nachfolger in Kiel wurde Walter Jonat. Mit seiner Familie zog er nach Tucson, Arizona, wo er im Alter von 76 Jahren am 16. Juli 2003 an den Folgen einer Parkinson-Krankheit starb. Kurt Semm wurde am 1. August 2003 auf dem Waldfriedhof Solln in München beigesetzt.

## Wirken
Durch Richard Fikentscher wurde bei Semm das Interesse für die Behandlung von Patientinnen mit unerfülltem Kinderwunsch geweckt. Zusammen mit ihm und Josef-Peter Emmrich (Magdeburg), Paul Jordan (Münster) und Harry Tillman (Gießen) gründete er 1957 in München die Deutsche Gesellschaft zum Studium der Fertilität und Sterilität, die 1998 in Deutsche Gesellschaft für Reproduktionsmedizin umbenannt wurde.
Durch die Arbeiten von Hans Frangenheim, der seit 1944 Frauen zur Diagnostik laparoskopierte, und Raoul Palmer, einem amerikanischen Chirurgen, der in Frankreich arbeitete, wurde Semm angeregt, sich der Laparoskopie des Unterleibs zu widmen, die er als Pelviskopie bezeichnete. Der Begriff sollte den Unterschied zwischen der gynäkologischen Laparoskopie, die sich vorwiegend mit den Organen im Becken (Pelvis) beschäftigt, und denen anderer Fachrichtungen im Oberbauch verdeutlichen. 1967 führte er die Laparoskopie zur gynäkologischen Diagnostik an der Frauenklinik in München ein. Er wollte die endoskopische Technik jedoch nicht nur zu diagnostischen Zwecken einsetzen, wie es damals schon allgemein anerkannt war, sondern perspektivisch ihr Spektrum beträchtlich erweitern, indem er mit ihrer Hilfe Operationen durchführte, die mit geringeren Gewebeverletzungen auskamen und somit blutärmer und insgesamt schonender abliefen; bis heute spricht man anschaulich von einer minimalinvasiven Operationstechnik. Dafür entwickelte er als gelernter Feinmechaniker viele Instrumente selbst, wie einen automatischen CO2-Insufflator, einen Uterusmanipulator, sowie Geräte zur Überprüfung der Eileiterdurchgängigkeit und zum Training des laparoskopischen Operierens, den sogenannten Pelvitrainer. Semm entwickelte die Thermokoagulation zur Blutstillung und Knotentechniken für den endoskopischen Einsatz. Die Röderschlinge adaptierte er für die Verwendung in der gynäkologischen Endoskopie.
Am 12. September 1980 führte Semm an der Universitätsfrauenklinik Kiel zum weltweit ersten Mal eine Blinddarmoperation auf laparoskopischem Weg durch. Als Assistent fungierte Johannes Dietl. Im selben Jahr beschrieb er die erste Entfernung eines Eierstocks mit der Röderschlinge und 1984 die laparoskopisch-assistierte vaginale Hysterektomie.

## Würdigung
Mit seiner laparoskopischen Chirurgie stieß Kurt Semm oft auf heftigen Widerstand. Während eines Vortrags über eine laparoskopische Entfernung einer Eierstockzyste zog ein Gegner der Technik den Stecker des Dia-Projektors aus der Steckdose und erklärte, diese Chirurgie wäre unethisch. Die endoskopische Technik wurde oft auch einfach als Unsinn bezeichnet. Noch in den 1970er Jahren behaupteten ärztliche Kollegen, dass nur Leute mit einem Hirnschaden eine solche Chirurgie betreiben würden, und rieten Semm sarkastisch zu einer Hirnuntersuchung. Von 1975 bis 1980 wurde seine Idee einer laparoskopischen Cholezystektomie von den Allgemeinchirurgen abgelehnt. 1981 forderte der Präsident der Deutschen Gesellschaft für Chirurgie nach Semms Vortrag über die laparoskopische Appendektomie in einem Brief an den Vorstand der Deutschen Gesellschaft für Gynäkologie und Geburtshilfe, Kurt Semm die Approbation zu entziehen. Eine wissenschaftliche Veröffentlichung über die laparoskopische Appendektomie im American Journal of Obstetrics and Gynecology wurde mit der Begründung, die Technik sei unethisch, abgelehnt.
Nach vielen von Semm in den USA abgehaltenen Kursen wurde die operative Laparoskopie dort jedoch bald akzeptiert. Über diesen Umweg kam die laparoskopische Chirurgie von dort nach Deutschland zurück und konnte sich dann auch hier durchsetzen. Im Laufe der Jahre erweiterte sich das Indikationsspektrum immer mehr und machte selbst vor der Tumorchirurgie nicht halt. Heute ist die endoskopische Technik bei vielen Operationen Standard, und zwar selbst dort, wo sie noch vor wenigen Jahren als obsolet galt. Somit gilt Semm als Vorreiter der laparoskopischen „Revolution“ nicht nur in der Frauenheilkunde, sondern auch in der Allgemeinchirurgie.

## Auszeichnungen
Kurt Semm wurde für seine Leistungen wiederholt national und international geehrt.
- Präsident der International Federation of Fertility Societies
- Ehrendoktorwürde der Tierärztlichen Hochschule Hannover (1980)
- Mitglied der Deutschen Akademie der Naturforscher Leopoldina (1986)
- Bundesverdienstkreuz 1. Klasse (1987)
- Bayerischer Verdienstorden (1991)
- Fellow of the Royal College of Obstetricians and Gynaecologists
- Fellow of the International College of Surgeons ad honorem (1992)
- Großes Bundesverdienstkreuz (1995)
- Ehrenmitgliedschaft der Deutschen Gesellschaft für Gynäkologie und Geburtshilfe (1996)
- Pioneer in Endoscopy Award (Society of American Gastrointestinal Endoscopic Surgeons) (2002)
- Ehrenmitgliedschaft der International Society of Gynecological Endoscopy (2003)
- Ehrenmitgliedschaft der Arbeitsgemeinschaft Gynäkologische Endoskopie der Deutschen Gesellschaft für Gynäkologie und Geburtshilfe

Die Arbeitsgemeinschaft Gynäkologische Endoskopie der Deutschen Gesellschaft für Gynäkologie und Geburtshilfe verleiht den Kurt-Semm-Preis für wissenschaftliche Video-Beiträge aus den Bereichen Hysteroskopie und Laparoskopische Chirurgie.

## Schriften
- Aktivitätsbestimmung der Serum-Oxytocinase als Schwangerschaftsreaktion. Dissertation. Medizinische Fakultät, München 1951.
- Der Oxytocin-Oxytocinase-Haushalt: Unter besonderer Berücksichtigung des Wehen-Problems. Habilitationsschrift. Medizinische Fakultät, München 1958.
- Das Wehenproblem mit besonderer Berücksichtigung des Oxytocin-Oxytocinase-Haushaltes. In: Zeitschrift für Geburtshilfe. 154, 1960, S. 69–77.
- Pelviskopie und Hysteroskopie – Farbatlas u. Lehrbuch. Schattauer Verlag, Stuttgart 1976, ISBN 3-7945-0442-9.
- Atlas of gynecologic laparoscopy and hysteroscopy. Saunders, Philadelphia 1977, ISBN 0-7216-8063-1.
- Diapositiv-Atlas der Pelviskopie, Hysteroskopie und Fetoskopie. 1979.
- Endoscopic appendectomy. In: Endoscopy. 15 (1983), S. 59–64, PMID 6221925.
- Operationslehre für endoskopische Abdominal-Chirurgie: operative Pelviskopie, operative Laparoskopie. Schattauer Verlag, Stuttgart 1984, ISBN 3-7945-0391-0.
- Pelviscopy - operative guidelines for „minimally invasive surgery“ following an organ oriented classification. WISAP, Sauerlach b. München 1992, ISBN 3-922500-46-3.
- Pelviskopie, ein operativer Leitfaden nach einer organ-orientierten Klassifizierung für „minimal invasive Chirurgie“. WISAP, Sauerlach b. München 1991, ISBN 3-922500-41-2.
- Totale Uterus Mucosa Ablatio (TUMA) - C*U*R*T* anstelle Endometrium-Ablation. In: Geburtsh Frauenheilk. 52 (1992), S. 773–777, doi:10.1055/s-2007-1023810.
- Technical surgical steps of endoscopic appendectomy. In: Langenbecks Arch Chir. 376, 1991, S. 121–126, PMID 1829131.
- als Hrsg.: Chronik Kieler Universitäts-Frauenklinik und Michaelis-Hebammenschule: 1805–1995; eine medizinhistorische Studie zum 190jährigen Bestehen. Zentrum für Operative Medizin Kiel, 1995, ISBN 3-922500-57-9.
- Endoscopic subtotal hysterectomy without colpotomy: classic intrafascial SEMM hysterectomy. A new method of hysterectomy by pelviscopy, laparotomy, per vaginam or functionally by total uterine mucosal ablation. In: Int Surg. 81, 1996, S. 362–370, PMID 9127796.
- mit L. Mettler: Subtotal versus total laparoscopic hysterectomy. In: Acta Obstet Gynecol Scand Suppl. 164 (1997), S. 88–93, PMID 9225648.
- mit I. Semm: Maintenance of Body Temperature at Laparoscopic Surgery. In: Surg Technol Int. VIII (2000), S. 39–43, PMID 12451507.
- mit D. Turner: The Role of Computers and Robotics in Endoscopic Surgery. In: Surg Technol Int. VIII (2000), S. 23–27, PMID 12451505.
- Operationen ohne Skalpell: ein Gynäkologe als Wegbereiter der Minimal Invasiven Medizin. (Autobiografie), ecomed Verlag, Landsberg 2002, ISBN 3-609-20152-5.
- mit L. Mettler: Endoskopische Abdominalchirurgie in der Gynäkologie. Schattauer Verlag, Stuttgart 2002, ISBN 3-7945-1965-5.